# راجوري
راجوري رمزها «RA» (بالإنجليزية: Rajauri)‏ ، هو تقسيم إداري لدولة الهند تتبع ولاية جامو وكشمير (بالإنجليزية: Jammu  and  Kashmir)‏ ، مركزها هو مدينة راجوري (بالإنجليزية: Rajauri)‏ عدد سكانها حسب تعداد سنة 2001 هو 483,284 ، مساحتها 619,266 كم² وكثافة السكان 2,630 لكل كم² .